# Клетниците (теленовела, 2014)
Вижте пояснителната страница за други значения на Клетниците.
Клетниците (на испански: Los Miserables) е испаноезична теленовела на компания Телемундо от 2014 г. Версията, написана от Валентина Парага, е базирана на романа Клетниците от Виктор Юго. Излъчва се от 30 септември, 2014 г. по канал Телемундо, като заменя теленовелата „В друга кожа“.
В главните роли са Арасели Арамбула и Ерик Айсер, а в отрицателните – Айлин Мухика и Габриел Порас, специално участие взема Аарон Диас.

## Сюжет
Историята разказва за Лусия Дуран, Луча. Тя е жена криеща се от закона, която в действителност е невинна. Принудена е да се крие, да бяга и да използва хитрост, за може да се докаже пред Даниел Понсе, човекът който я преследва. Той е шеф на отдел Наркотици и мъжът в който Луча е влюбена. Всичко се свежда до това дали любовта и справедливостта ще надделеят пред всичко останало.

## Актьори
- Арасели Арамбула – Лусия Дуран
- Ерик Айсер – Даниел Понсе
- Айлин Мухика – Лиляна Дуран
- Габриел Порас – Олегарио Мареро
- Аарон Диас – Сесар Мондрагон
- Марко Тревиньо – Игнасио Дуран
- Алехандра де ла Мора – Елена Дуран
- Алдо Гаярдо – Карлос Гаярдо
- Диего Солдано – Пабло Риобуено
- Бианка Калдерон – Деянира Паредес
- Клаудио Лафарга – д-р Гонсало Майорка
- Естела Калдерон – Дебора Ечеверия
- Таня Лопес – Марисела Леон
- Макарена Ос – Роксана „Роксанита“ Перес
- Габо Ангиано – Мемин
- Луис Урибе – Хенаро Кабейо
- Вероника Теран – Ампаро Понсе
- Мария Барбоса – Фернанда Монтеагудо де Дуран
- Джина Варела – Нанси
- Анастасия – Консуело Дуран
- Манола Диес – Ивана Ечеверия
- Алекс Камарго – Абел Дуран
- Ева Даниела – Виктория „Вики“ Гордийо
- Дейв Дъглас – Октавио Мондрагон
- Хавиер Диас Дуеняс – Радамес Ечеверия
- Родриго Видал – Гастон Гордийо
- Гонсало Гарсия Виванко – Педро Моралес

## Версии
През 1973 г. мексиканската компания Телевиса продуцира теленовелата Клетниците, базирана на романа от Виктор Юго, с участието на Серхио де Бустаманте, Бланка Санчес и Диана Брачо.